# Assemblée délibérative du peuple
Législature 2019-2024
Complexe parlementaire de la république d'Indonésie
L'Assemblée délibérative du peuple (en indonésien : Majelis Permusyawaratan Rakyat, abrégé en MPR), est le parlement bicaméral de l'Indonésie. Il a été formé en 1971, en remplacement du MPRS (Majelis Permusyawaratan Rakyat Sementara, assemblée délibérative provisoire du peuple) nommé en 1959 par le président Soekarno.
Depuis les élections générales de 2004, le MPR est bicaméral. Les deux chambres sont :
- le Conseil représentatif du peuple (Dewan Perwakilan Rakyat ou DPR) constitue la chambre basse. Ses 575 membres (en 2019) sont élus au suffrage direct à la proportionnelle dans le cadre de circonscriptions plurinominales correspondant aux provinces du pays;
- le Conseil représentatif des régions (Dewan Perwakilan Daerah ou DPD) est la chambre haute. Ses membres sont élus au suffrage direct à raison de quatre par province, soit 136 au total puisque le nombre actuel de provinces est de 34 (2019).

Jusqu'à un amendement de la constitution de 2002, qui a également établi le DPD, le MPR élisait le président de la République. Depuis, le président est élu au suffrage direct.

## Historique
Avant la création du MPR en 1971, il existait une assemblée délibérative provisoire du peuple (Majelis Permusyawaratan Rakyat Sementara ou MPRS).
Le MPRS avait été formé par un décret présidentiel du 5 juillet 1959 signé par Soekarno. Il était formé d'un DPR dit "Gotong Royong" auquel avaient été ajoutés des délégués des régions, c'est-à-dire des représentants des provinces, et des délégués des golongan karya, ou « groupes fonctionnels ». Ces délégués étaient nommés par le président, ainsi que le président et le vice-président du MPRS.
Le MPRS qui avait élu Soeharto président de la République en 1968, deux ans après le transfert de pouvoir concédé par Soekarno par l'« ordre du 11 mars 1966 ».